# Ildikó Fényes
Hajnal Ildikó Fényes de Kunckel (Budapest, Hungría, 11 de octubre de 1937–Budapest, 28 de noviembre de 2021) fue una física venezolana de origen húngaro, quien fue la primera mujer profesora de física en la facultad de ciencias de la Universidad Central de Venezuela.

## Biografía
Nacida en el seno de la familia noble húngara Fényes de Dengeleg. Ildikó Fényes era hija de Marianne Zboray de Zboró (1908–1977) e Iván Fényes de Dengeleg (1901–?), quien fuese uno de los fundadores del Departamento de Ingeniería Mecánica de la Universidad Central de Venezuela (UCV). En sus últimos años de vida se desempeñó como presidenta de la Federación Latinoamericana de Entidades Húngaras (LAMOSZSZ).
Con el estallido de la Segunda Guerra Mundial, la familia de Hajnal Ildikó debió huir como refugiados del ejército soviético atravesando Hungría, Austria y Alemania. En 1947, dos años después del fin de la guerra, los Fényes deciden emigrar a Venezuela. Una vez en Caracas, Hajnal Ildikó comienza sus estudios en el Colegio Nuestra Señora de Guadalupe. Dado que ese colegio no abrió la sección del último año de bachillerato, la joven debió culminar sus estudios en el Liceo Andrés Bello, donde en el año 1954 recibe su título de Bachiller en Ciencias.
Con la idea de estudiar física, y como en Venezuela aún no había posibilidades para estudiar esa carrera, Ildikó se trasladó a Poughkeepsie, en el estado de Nueva York, Estados Unidos, para estudiar en el Vassar College donde obtuvo el título de Licenciada en Física en 1958. Realizó luego estudios de postgrado en el Bryn Mawr College, en el estado de Pensilvania, Estados Unidos, donde obtuvo su maestría en ciencias. En 1961, sin culminar sus estudios de doctorado, debe regresar a Venezuela debido a una grave enfermedad de su madre. En 1962 se convierte en profesora de física de la Facultad de Ciencias de la UCV y en 1964 ascendió a profesor asistente.
Con la mudanza de la Facultad de Ciencias a los terrenos de la Escuela Técnica Industrial, Ildikó Fényes decidió pasarse a la Facultad de Ingeniería de la misma universidad, siendo una de las primeras profesoras del Departamento de Física Aplicada de esa facultad. En 1988 asciende a Profesor Asociado de la Facultad de Ingeniería y en 1993 gana el premio de Mejor Libro de Texto, otorgado por ese ente, por su Guía para el laboratorio de Física Introductoria. La profesora Fényes se jubiló en 1991.
Durante su permanencia en los Estados Unidos, conoció a Dietrich Kunckel, arquitecto de origen alemán (quien junto a Tomás Lugo Marcano y a Jesús Sandoval ganarían el concurso para el diseño del Teatro Teresa Carreño). Del matrimonio del arquitecto Kunckel e Ildikó Fényes nacieron tres hijos: Béla, Csilla y Zoltan.